# Johannes Maria Staud
Johannes Maria Staud (* 17. August 1974 in Innsbruck) ist ein österreichischer Komponist.

## Leben
Johannes Maria Staud studierte zwischen 1994 und 2001 an der Universität für Musik und darstellende Kunst Wien Komposition bei Michael Jarrell, Elektroakustische Komposition bei Dieter Kaufmann und Tonsatz bei Iván Eröd. Die Diplomprüfungen hierzu legte er mit einstimmiger Auszeichnung ab. In den Jahren von 1999 bis 2000 folgte ein Kompositionsstudium bei Hanspeter Kyburz an der Hochschule für Musik Hanns Eisler Berlin. Parallel dazu studierte er Philosophie und Musikwissenschaft an der Universität Wien und besuchte zahlreiche weitere Kompositionskurse, u. a. bei Brian Ferneyhough und Alois Pinos.
Im Jahr 1997 gründete Staud gemeinsam mit Gerald Resch, Miguel Gálvez-Taroncher, Marcel Reuter, Jorge Sánchez-Chiong, Ališer Sijaric, Robert M. Wildling und Reinhard Fuchs die Komponistengruppe Gegenklang in Wien, der er heute noch angehört.
Nach seinem Aufenthalt in London in den Jahren von 2004 bis 2010 als freischaffender Komponist, war Staud in der Saison 2010/2011 Capell-Compositeur der Staatskapelle Dresden. Im Jahr 2013 war er Composer in Residence bei der Salzburger Mozartwoche und 2014 beim Lucerne Festival.
Im Studienjahr 2015/16 vertrat er Michael Jarrell im Rahmen einer Gastprofessur für Komposition an der Universität für Musik und darstellende Kunst in Wien. Johannes Maria Staud lebt in Wien und unterrichtet seit dem Jahr 2018 als Professor für Komposition am Mozarteum Salzburg.
Stauds Musik wurde u. a. vom Ensemble Modern und den Berliner Philharmonikern unter Simon Rattle uraufgeführt. Aufträge erhielt er von den Wiener Philharmonikern, dem Cleveland Orchestra sowie 2010 vom Ensemble Modern Orchestra.

## Auszeichnungen
- 2002 Erste-Bank-Kompositionspreis[5]
- 2004 Förderpreis des Ernst von Siemens Musikpreises[6]
- 2009 Hindemith-Preis[7]
- 2009 Emil-Berlanda-Preis[8]
- 2012 Preis der Stadt Wien für Musik[9]
- 2016 Coup de cœur des jeunes mélomanes der Fondation Prince Pierre de Monaco[2]
- 2016 Preis der Landeshauptstadt Innsbruck für künstlerisches Schaffen[10]
- 2022 Österreichischer Kunstpreis für Musik[11]
- 2025 Tiroler Landespreis für Kunst[12]

## Werke

### Ensemblemusik
- Streichquartettsatz – für zwei Violinen, Viola und Violoncello (1995–1996)[13]
- Oxymoron – für Bläserquintett (1997)[13]
- Dichotomie – für Streichquartett (1997–1998)[13]
- Vielleicht zunächst wirklich nur – 6 Miniaturen für Sopran und 6 Instrumente nach Texten von Max Bense (1999)[13]
- Incipit – für Altposaune und 5 Instrumente (2000)[13]
- Configurations/Reflet – für 8 Instrumentalisten (2002)[13]
- Berenice. Lied vom Verschwinden – für Sopran, kleines Ensemble und Tonband nach Texten von Durs Grünbein (1982)[13]
- Arie am Rand alter Bücher – für Bariton, Klavier, Bambus-Chimes und Tonband nach Texten von Durs Grünbein und Edgar Allan Poe (2004–2005)[13]
- 2 Lieder – für Bariton, Klavier und Tonband nach Texten von Durs Grünbein (2004–2015)[13]
- Sydenham Music – für Flöte, Viola und Harfe (2007)[13]
- [N.N.] – Quartett für Klarinette, Violine, Cello und Klavier (2007–2008)[13]
- Für Bálint András Varga – Zehn Miniaturen für Klaviertrio (2007–2009)[13]
- Lagrein – für Violine, Klarinette, Violoncello und Klavier (2008)[13]
- Infin che'l mar fu sovra noi richiuso – für Chor, drei Posaunen, Schlagzeug und Streichquartett nach Texten von Dante Alighieri (2012)[13]
- K'in – Quartett für zwei Violinen, Viola und Violoncello mit Fagott solo (2012–2013)[13]
- Caldera (für Tony Cragg) – Eine Szene im antilopischen Stil – Duo für Klarinette und Klavier mit Solostimme Sopran nach Texten von Durs Grünbein (2013)[13]
- Canto XXVI (Infin che'l mar fu sovra noi richiuso II) – für Kammerorchester/Ensemble (2013)[13]
- Stringendo (Zugabe für Emil Breisach) – Quartett für zwei Violinen, Viola und Violoncello (2014)[13]
- Specter of the Gardenia oder Tag wird kommen – für Schauspieler und großes Ensemble nach Texten von Josef Winkler (2014–2015)[13][14]

- Wasserzeichen – Auf die Stimme der weißen Kreide II – Trio für Klarinette (auch Bassklarinette), Klavier und Violoncello (2015)[13]
- Wheat, not oats, dear. I’m afraid. – Septett für Bassflöte, Oboe (auch Englischhorn), Bassklarinette, Perkussion, Violine, Viola und Violoncello (2015)[13]
- Im Lichte II – Duo für zwei Klaviere (2017–2018)[13]
- 2. Klaviertrio „Terra fluida“ – für Violine, Violoncello und Klavier (2019)[13]
- Am Horizont (...schon ganz woanders...) – Musik für zehn Instrumente und Zuspielung (2020)[13]
- Listen, Revolution (We’re buddies, see–) – für Kammerorchester/Ensemble (2021)[13]

### Solomusik
- Bewegungen – Solo für Klavier (1996)[13]
- Black Moon – Solo für Bassklarinette (1998)[13]
- Esquisse retouchée (Incipit 2) – Solo für Posaune (mit Bass-Drum) (2001–2002)[13]
- Towards a Brighter Hue – Solo für Violine (2004)[13]
- Peras – Solo für Klavier (2004–2005)[13]
- Portugal – Solo für Schlagzeug (2006)[13]
- Donum (Segue II für Pierre Boulez) – Solo für Violoncello (2006–2015)[13]
- Elastische Studie – Solo für Violine (2009)[13]
- Celluloid – Solo für Fagott (2011)[13]
- À propos de... – Zyklus aus zwei Teilen für Klavier: „...de Diabelli“ und „...de raisins rouges“ (2019)[13]

### Bühnenmusik
- Berenice – Oper nach Edgar Allan Poe mit Texten von Durs Grünbein; UA 2004 Münchener Biennale (2003–2004/2006)[13]
- Tableaux vivants – Tanz/Ballett für Ensemble und Tonband (2003–2011)[13]
- Le Voyage – Monodram für Schauspieler, sechsstimmiges Vokalensemble, vier Instrumente und Elektronik nach Texten von Charles Baudelaire (2011–2012)[13]
- Die Antilope – Oper nach Texten von Durs Grünbein; UA: 2014 Lucerne Festival am Luzerner Theater (2013–2014)[13][15][16]
- Die Weiden (The Willows) – Oper nach Texten von Durs Grünbein als Auftragswerk der Wiener Staatsoper (2016–2018)[13]

### Orchestermusik
- … gleichsam als ob … – für großes Orchester (1999–2000)[13]
- A map – für großes Ensemble (2001)[13]
- Polygon – für Orchester und Klavier solo (2002)[13]
- Apeiron – für großes Orchester (2004–2005)[13][17]
- Incipit III (Esquisse retouchée II) – für Streichorchester mit zwei Hörnern, Schlagzeug und Posaune solo (2005)[13]
- Segue – Musik für Violoncello und Orchester (2006–2008)[13][18]
- Über trügerische Stadtpläne und die Versuchungen der Winternächte (Dichotomie II) – für Streichquartett und Orchester (2008–2009)[13]
- On Comparative Meteorology – für Orchester (2008–2010)[13][19]
- Zimt – Ein Diptychon für Bruno Schulz – für Orchester (2008–2010)[13]
- Tondo – Preludio für Orchester (2009–2010)[13]
- Contrebande (On Comparative Meteorology II) – für Orchester (2010)[13][20]
- Maniai – für Orchester (2012)[13]
- Fantasie c-Moll KV 475 (Mozart) – Bearbeitung für Orchester (2012)[13]
- Oskar (Towards a Brighter Hue II) – für Streichorchester mit Schlagzeug und Violin solo (2014)[13]
- Moment, Leute, Moment! – für Orchester (2014)[13]
- Auf die Stimme der weißen Kreide (Specter I-III) – für großes Ensemble (2014–2015)[13]
- Stromab – für großes Orchester (2016–2017)[13]
- Scattered Light – für unbalanciertes Orchester (2017–2018)[13]
- Terra Pinguis (für Arthur) – für Kammerorchester (2019)[13]